# Ворму
Ворму́ (фр. Wormhout) — коммуна во Франции, регион О-де-Франс, департамент Нор, округ Дюнкерк, кантон Ворму. Расположена в 20 км к югу от Дюнкерка и в 50 км к северу от Лилля, в 4 км от автомагистрали А25.
Население (2017) — 5 632 человека.

## Достопримечательности
- Церковь Святого Мартина XVI—XVII веков с двумя алтарями — Богоматери в слезах (Notre-Dame des Larm) и Святого Семейства. В церкви также имеется большой орган
- Ветряная мельница конца XVIII века — памятник истории
- Дом-музей фотографа Жанны Дево

## Экономика
Структура занятости населения:
- сельское хозяйство — 4,1 %
- промышленность — 18,6 %
- строительство — 6,3 %
- торговля, транспорт и сфера услуг — 34,8 %
- государственные и муниципальные службы — 36,2 %

Уровень безработицы (2017) — 10,2 % (Франция в целом — 12,8 %, департамент Нор — 17,2 %). 

Среднегодовой доход на 1 человека, евро (2017) — 20 950 (Франция в целом — 25 140, департамент Нор — 18 575).

## Демография
Динамика численности населения, чел.

## Администрация
Пост мэра Ворму с 2014 года занимает Фредерик Дево (Frédéric Devos). На муниципальных выборах 2020 года возглавляемый им правый список одержал победу в 1-м туре, получив 74,54 % голосов.
| Период | Период | Фамилия       | Партия                  | Примечания                                      |
| ------ | ------ | ------------- | ----------------------- | ----------------------------------------------- |
| 1957   | 1977   | Андре Деан    |                         |                                                 |
| 1977   | 1995   | Робер Дельдик | Социалистическая партия | директор, член Генерального совета департамента |
| 1995   | 2014   | Рене Керкхов  | Социалистическая партия |                                                 |
| 2014   |        | Фредерик Дево | Разные правые           | государственный служащий                        |

## Города-побратимы
- Лландидно, Уэльс

## Галерея
- Мэрия Ворму
- Мельница
- Интерьер церкви Святого Мартина
- Дом-музей Жанны Дево

1. 1 2  база данных о французских коммунах — Национальный географический институт Франции, 2015.